# Acabaria erythraea
Acabaria erythraea är en korallart som först beskrevs av Ehrenberg 1834.  Acabaria erythraea ingår i släktet Acabaria och familjen Melithaeidae. Inga underarter finns listade i Catalogue of Life.